# Finse lappenhond
De Finse lappenhond of Suomenlapinkoira is een hondenras dat afkomstig is uit Finland. Het ras is verwant aan de Lapinporokoira en aan de Zweedse lappenhond en is bestand tegen hevige kou. Het dier wordt gebruikt als schapenhoeder, erfhond en waakhond. Een volwassen reu is ongeveer 49 centimeter hoog, een volwassen teef ongeveer 44 centimeter.